# Sun City (Kansas)
Sun City – miasto położone w hrabstwie Barber.